# Љубица Маржинец
Љубица Маржинец (Осијек, 18. септембар 1909 — Београд, 20. јануар 1963) била је пијанисткиња и музички педагог.

## Биографија
Љубица Маржинец је рођена у Осијеку 18. септембра 1909. године у музичкој породици чешког порекла. Њен отац је био музички педагог и диригент Хинко Маржинец. Клавир је учила у Београду код Ћирила Личара, а 1932. године је дипломирала на Мајсторској школи Прашког конзерваторијума у класи Карела Хофмајстера. Наступала је у Моравској Острави, Прагу и Београду, где се први пут представила извођењем Клавирског концерта Ес-дур Франца Листа, 1929. године.
Током међуратног периода, посебно од 1933. до 1937. године, радо је учествовала у музичком животу Београда изводећи модерне обраде барокних композиција попут Прелудијум и фуга (Фрескобалди — Респиги), Прелудијум и фуга а-мол (Бах — Респиги), дела Фредерика Шопена (1939) и Лудвига ван Бетовена (клавирске сонате оп. 57 и 81а). Поред Листа и Баха, свирала је и дела и концерте за клавир Моцарта. Посебне похвале је добијала за извођења дела југословенских композитора попут Марка Тајчевића, Јосипа Славенског, Бориса Папандопула и Милоја Милојевића.
У Музичкој школи при Музичкој академији у Београду радила је као професор клавира у периоду од 1937. до 1947. године. Од 1948. године је радила у Музичкој школи „Станковић”.
Наступала је и у камерним саставима.